# Zahínos
Zahínos ist eine Gemeinde (municipio) mit 2.765 Einwohnern (Stand: 2024) im Süden der spanischen Provinz Badajoz in der Autonomen Gemeinschaft Extremadura.

## Lage
Zahínos liegt ca. 100 km (Fahrtstrecke) südlich der Provinzhauptstadt Badajoz in einer Höhe von ca. 375 m. Die portugiesische Grenze liegt etwa 25 Kilometer in westlicher Richtung.
Das Klima im Winter ist gemäßigt, im Sommer dagegen warm bis heiß; die geringen Niederschlagsmengen (ca. 511 mm/Jahr) fallen – mit Ausnahme der nahezu regenlosen Sommermonate – verteilt übers ganze Jahr.

## Bevölkerungsentwicklung
| Jahr      | 1970 | 1981 | 1991 | 2001 | 2011 | 2021 |
| Einwohner | 2814 | 2753 | 3252 | 3030 | 2879 | 2780 |

## Sehenswürdigkeiten
- Reste der Festung Zahínos
- Marienkirche (Iglesia de Nuestra Señora de los Remedios)

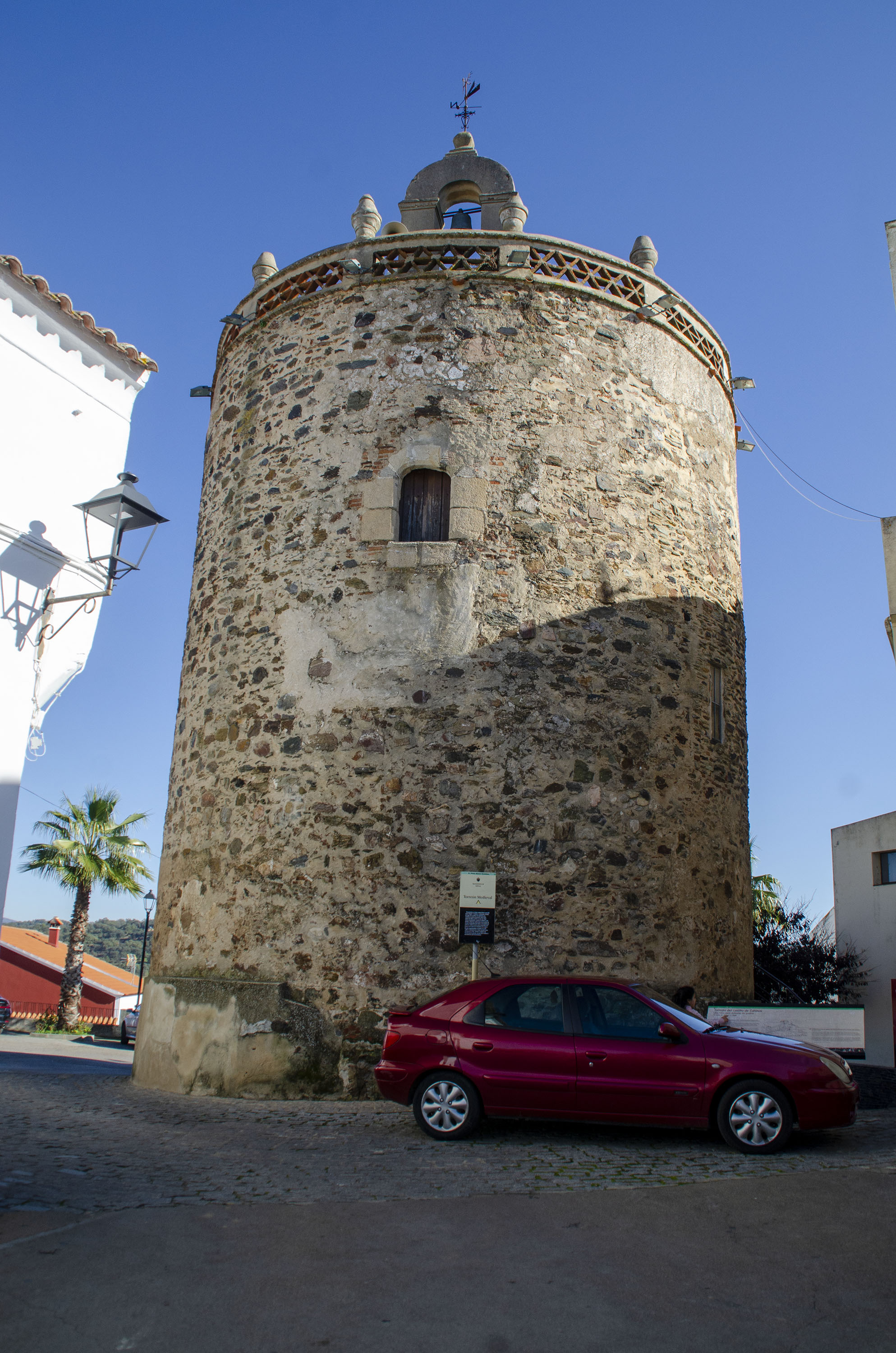
Turmreste
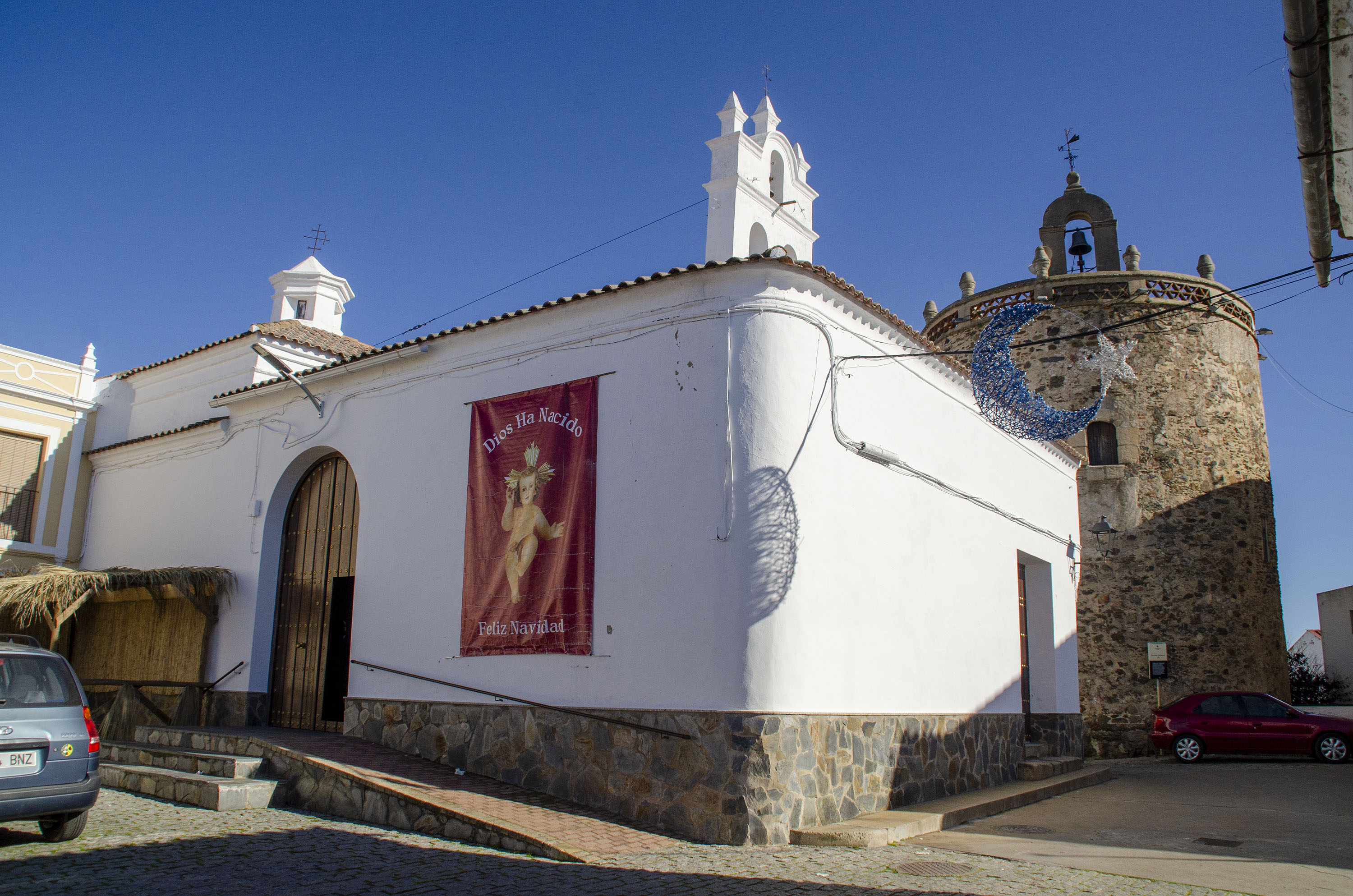
Marienkirche
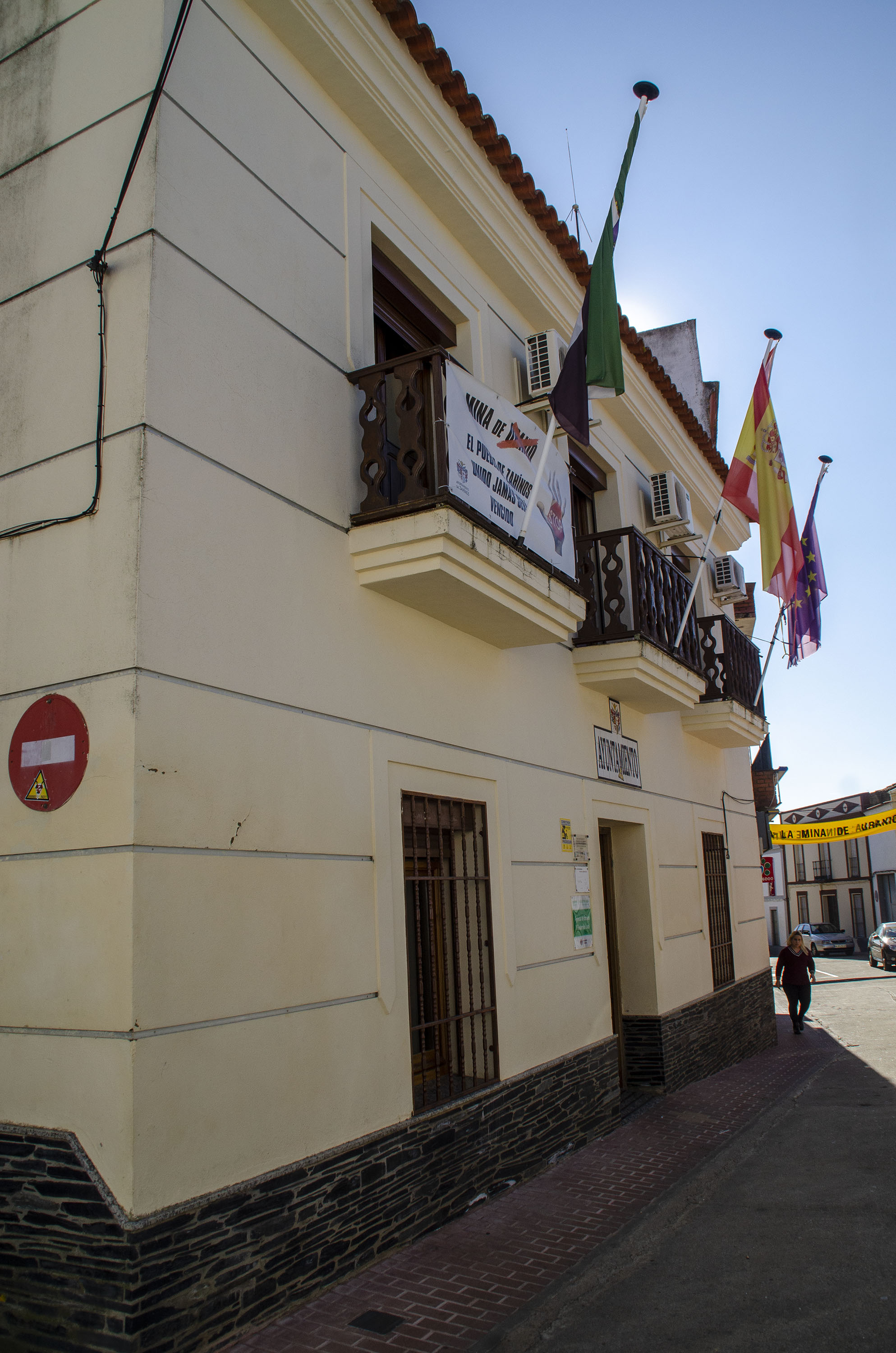

## Persönlichkeiten
- Suceso Portales (1904–1999), Feministische Anarchistin (Mujeres Libres)